# Di-n-decylphthalat
Di-n-decylphthalat ist eine chemische Verbindung aus der Gruppe der Phthalsäureester.

## Gewinnung und Darstellung
Di-n-decylphthalat kann durch Veresterung von Phthalsäure mit Decylalkohol gewonnen werden.

## Eigenschaften
Di-n-decylphthalat ist eine brennbare, schwer entzündbare, viskose, farblose bis gelbliche, geruchlose Flüssigkeit, die praktisch unlöslich in Wasser ist.

## Verwendung
Di-n-decylphthalat wird als Weichmacher verwendet.